# Good Doctor (série télévisée, 2013)
Good Doctor (hangeul: 굿 닥터 ; RR : Gut Dakteo) est une série télévisée sud-coréenne en vingt épisodes de 70 minutes diffusée du 5 août au 8 octobre 2013 sur KBS2. Elle met en vedette Joo Won, Moon Chae-won et Joo Sang-wook.
Un remake américain développé par le réalisateur David Shore est diffusé sur le réseau ABC de 2017 à 2024,.

## Synopsis
Un autiste savant est au centre de controverses, concernant sa légitimité en tant que médecin.

## Distribution

### Acteurs principaux
- Joo Won : Park Shi-on
- Moon Chae-won : Cha Yoon-seo
- Joo Sang-wook : Kim Do-han
- Kim Min-seo : Yoo Chae-kyung

### Acteurs secondaires

#### Les responsables de l'hôpital universitaire Sungwon
- Chun Ho-jin : Choi Woo-seok
- Na Young-hee : Lee Yeo-won
- Jo Hee-bong : Go Choong-man
- Lee Ki-yeol : Lee Hyuk-pil
- Jung Man-sik : Kim Jae-joon
- Kim Chang-wan : président Jung

#### Département de chirurgie pédiatrique
- Kim Young-kwang : Han Jin-wook
- Yoon Park : Woo Il-kyu
- Yoon Bong-gil : Hong Gil-nam
- Wang Ji-won : Kim Sun-joo

#### Division des soins infirmiers
- Ko Chang-seok : Jo Jung-mi
- Jin Kyung : Nam Joo-yeon
- Lee Ah-rin : Ga-kyung
- Ha Kyu-won : Hye-jin

#### La salle des enfants
- Kim Hyun-soo : Na In-hae
- Uhm Hyun-kyung : Na In-young
- Ahn Sung-hoon : Lee Woo-ram
- Yoo Je-gun : Park Ho-suk
- Lee Jang-kyung : Kim Ye-eun
- Oh Eun-chan : Cha Dong-jin
- Yoo Hae-jung : Eun-ok
- Jung Yoon-seok : Kyu-hyun

#### Autres acteurs
- Yoon Yoo-sun : Oh Kyung-joo, la mère de Shi-on
- Jung Ho-geun : Park Choon-sung, le père de Shi-on
- Choi Ro-woon : Park Shi-on (jeune)
- Seo Hyun-chul : Byung-soo
- Jeon Joon-hyuk : Park Yi-on, frère aîné de Shi-on
- Ban Min-jung : la mère de Kyu-hyun
- Kwak Ji-min : Lee Soo-jin (apparition, épisodes 10-12)
- Moon Hee-kyung : Mme Jang,
- Kim Sun-hwa : tante de Eun-ok
- Ryu Deok-hwan : Yi-on (adulte) (caméo, épisode 10)
- Seo Kang-joon : un des punks qui veulent battre Shi-on (épisode 12)
- In Gyo-jin : mari de Soo-jin (caméo, épisode 12)
- Yoo Jae-myung : tueur (épisode 15)
- Kim Young-hee : employé du restaurant familial (épisode 17)
- Gong Jung-hwan : professeur de neurochirurgie (épisode 17)
- Park Ki-woong : Woong-ki (caméo, épisode 20)

## Diffusion internationale
- KBS2 (2013)
- KBS World
- KNTV
- TVB Drama 1
- E City
- GTV
- Jeepney TV

## Bande originale
1. Miracle (미라클) - Lee Young-hyun
2. I am in Love (사랑하고 있습니다) - 2BiC
3. I'm Crying (울고만있어) - Baek Ji-young
4. Looks Good (좋아보여) - Ha Dong-kyoon
5. How Come You Don't Know? (모르나요) - Kim Jong-gook
6. Love Medicine (소독약) - Joo Won
7. Dacapo - Im Jik Won Il Dong
8. Can You See? (보이나요) - Eye to Eye
9. If I Were (내가 만일) - Joo Won
10. If I Were (version de Shi On) (내가 만일 (시온 Ver.)) - Joo Won
11. Green Mes (그린메스)
12. (버터플라이)
13. (서번트신드롬)
14. Shi On's Dream (시온의 꿈)
15. Opening Theme (Thème d'ouverture) (오프닝테마)
16. (중요도 별 다섯개)
17. Daily Life
18. To My Partner
19. From Heaven

## Réception
| Numéro de l'épisode | Date de diffusion | Part d'audience moyenne | Part d'audience moyenne     | Part d'audience moyenne | Part d'audience moyenne     |
| Numéro de l'épisode | Date de diffusion | TNmS Ratings            | TNmS Ratings                | AGB Nielsen             | AGB Nielsen                 |
| Numéro de l'épisode | Date de diffusion | Tout le pays            | Région de la capitale Séoul | Tout le pays            | Région de la capitale Séoul |
| ------------------- | ----------------- | ----------------------- | --------------------------- | ----------------------- | --------------------------- |
| 1                   | 5 août 2013       | 10.5%                   | 10.3%                       | 10.9%                   | 11.6%                       |
| 2                   | 6 août 2013       | 13.6%                   | 14.6%                       | 14.0%                   | 15.1%                       |
| 3                   | 12 août 2013      | 13.8%                   | 14.6%                       | 15.3%                   | 16.2%                       |
| 4                   | 13 août 2013      | 15.9%                   | 16.9%                       | 15.8%                   | 15.8%                       |
| 5                   | 19 août 2013      | 16.5%                   | 17.6%                       | 18.0%                   | 18.5%                       |
| 6                   | 20 août 2013      | 18.4%                   | 20.4%                       | 19.0%                   | 20.0%                       |
| 7                   | 26 août 2013      | 17.2%                   | 18.1%                       | 17.4%                   | 18.2%                       |
| 8                   | 27 août 2013      | 17.5%                   | 19.0%                       | 18.4%                   | 18.5%                       |
| 9                   | 2 septembre 2013  | 17.0%                   | 18.3%                       | 17.4%                   | 17.4%                       |
| 10                  | 3 septembre 2013  | 18.5%                   | 20.5%                       | 18.4%                   | 18.3%                       |
| 11                  | 9 septembre 2013  | 18.3%                   | 20.2%                       | 18.3%                   | 18.7%                       |
| 12                  | 10 septembre 2013 | 20.0%                   | 22.2%                       | 19.4%                   | 19.4%                       |
| 13                  | 16 septembre 2013 | 17.5%                   | 19.3%                       | 17.9%                   | 18.4%                       |
| 14                  | 17 septembre 2013 | 18.9%                   | 20.3%                       | 18.6%                   | 19.3%                       |
| 15                  | 23 septembre 2013 | 18.5%                   | 20.2%                       | 19.6%                   | 20.3%                       |
| 16                  | 24 septembre 2013 | 20.9%                   | 22.7%                       | 21.5%                   | 22.8%                       |
| 17                  | 30 septembre 2013 | 18.0%                   | 20.5%                       | 20.3%                   | 21.1%                       |
| 18                  | 1er octobre 2013  | 19.0%                   | 21.4%                       | 20.6%                   | 21.5%                       |
| 19                  | 7 octobre 2013    | 17.6%                   | 20.1%                       | 19.0%                   | 20.0%                       |
| 20                  | 8 octobre 2013    | 19.5%                   | 22.4%                       | 19.2%                   | 19.5%                       |
| Moyenne             | Moyenne           | 17.4%                   | 18.9%                       | 18.0%                   | 18.5%                       |

## Distinctions
| Année | Cérémonie                                  | Pays                       | Résultat | Prix                                                          | Destinataire                         |
| ----- | ------------------------------------------ | -------------------------- | -------- | ------------------------------------------------------------- | ------------------------------------ |
| 2013  | Korean Culture and Entertainment Awards    | Drapeau de la Corée du Sud | Proposé  | Top prix d'excellence, actrice (TV)                           | Moon Chae-won                        |
| 2013  | Korea Drama Awards                         | Drapeau de la Corée du Sud | Proposé  | Top prix d'excellence, acteur                                 | Joo Won                              |
| 2013  | Korea Drama Awards                         | Drapeau de la Corée du Sud | Proposé  | Top prix d'excellence, acteur                                 | Joo Sang-wook                        |
| 2013  | Korea Drama Awards                         | Drapeau de la Corée du Sud | Proposé  | Top prix d'excellence, actrice                                | Moon Chae-won                        |
| 2013  | Korea Drama Awards                         | Drapeau de la Corée du Sud | Remporté | Meilleur scénariste                                           | Park Jae-bum                         |
| 2013  | Korea Drama Awards                         | Drapeau de la Corée du Sud | Proposé  | Meilleur drama                                                | Good Doctor                          |
| 2013  | 2e APAN Star Awards                        | Drapeau de la Corée du Sud | Proposé  | Prix d'excellence, acteur                                     | Joo Sang-wook                        |
| 2013  | 2e APAN Star Awards                        | Drapeau de la Corée du Sud | Proposé  | Prix d'excellence, actrice                                    | Moon Chae-won                        |
| 2013  | 2e APAN Star Awards                        | Drapeau de la Corée du Sud | Proposé  | Top prix d'excellence, acteur                                 | Joo Won                              |
| 2013  | KBS Drama Awards                           | Drapeau de la Corée du Sud | Remporté | Prix du meilleur couple                                       | Joo Won et Moon Chae-won             |
| 2013  | KBS Drama Awards                           | Drapeau de la Corée du Sud | Remporté | Prix des internautes, acteur                                  | Joo Won                              |
| 2013  | KBS Drama Awards                           | Drapeau de la Corée du Sud | Remporté | Prix de popularité, actrice                                   | Moon Chae-won                        |
| 2013  | KBS Drama Awards                           | Drapeau de la Corée du Sud | Remporté | Acteur de l'année (choisi par des réalisateurs)               | Joo Won                              |
| 2013  | KBS Drama Awards                           | Drapeau de la Corée du Sud | Proposé  | Meilleur espoir, acteur                                       | Jung Yun-seok                        |
| 2013  | KBS Drama Awards                           | Drapeau de la Corée du Sud | Proposé  | Meilleur espoir, actrice                                      | Kim Hyun-soo                         |
| 2013  | KBS Drama Awards                           | Drapeau de la Corée du Sud | Proposé  | Meilleur espoir masculin                                      | Kim Young-kwang                      |
| 2013  | KBS Drama Awards                           | Drapeau de la Corée du Sud | Proposé  | Meilleur acteur dans un second rôle                           | Jo Hee-bong                          |
| 2013  | KBS Drama Awards                           | Drapeau de la Corée du Sud | Proposé  | Meilleur acteur dans un second rôle                           | Ko Chang-seok                        |
| 2013  | KBS Drama Awards                           | Drapeau de la Corée du Sud | Proposé  | Meilleure actrice dans un second rôle                         | Jin Kyung                            |
| 2013  | KBS Drama Awards                           | Drapeau de la Corée du Sud | Proposé  | Meilleure actrice dans un second rôle                         | Kim Min-seo                          |
| 2013  | KBS Drama Awards                           | Drapeau de la Corée du Sud | Remporté | Prix d'excellence, actrice dans un drama mi-long              | Joo Sang-wook                        |
| 2013  | KBS Drama Awards                           | Drapeau de la Corée du Sud | Proposé  | Prix d'excellence, actrice dans un drama mi-long              | Joo Won                              |
| 2013  | KBS Drama Awards                           | Drapeau de la Corée du Sud | Remporté | Prix d'excellence, actrice dans un drama mi-long              | Moon Chae-won                        |
| 2013  | KBS Drama Awards                           | Drapeau de la Corée du Sud | Remporté | Top prix d'excellence, acteur                                 | Joo Won                              |
| 2013  | KBS Drama Awards                           | Drapeau de la Corée du Sud | Proposé  | Top prix d'excellence, actrice                                | Moon Chae-won                        |
| 2014  | Korea Producers & Directors' (PD) Awards   | Drapeau de la Corée du Sud | Remporté | Meilleur performeur                                           | Joo Won                              |
| 2014  | Korea Producers & Directors' (PD) Awards   | Drapeau de la Corée du Sud | Remporté | Meilleur drama                                                | Good Doctor                          |
| 2014  | 50e Baeksang Arts Awards                   | Drapeau de la Corée du Sud | Proposé  | Acteur le plus populaire à la télévision                      | Joo Won                              |
| 2014  | 50e Baeksang Arts Awards                   | Drapeau de la Corée du Sud | Proposé  | Actrice la plus populaire à la télévision                     | Moon Chae-won                        |
| 2014  | 50e Baeksang Arts Awards                   | Drapeau de la Corée du Sud | Proposé  | Meilleur acteur (TV)                                          | Joo Won                              |
| 2014  | 50e Baeksang Arts Awards                   | Drapeau de la Corée du Sud | Proposé  | Meilleur réalisateur (TV)                                     | Ki Min-soo                           |
| 2014  | 50e Baeksang Arts Awards                   | Drapeau de la Corée du Sud | Remporté | Meilleur drama                                                | Good Doctor                          |
| 2014  | Festival international des médias de Banff | Drapeau du Canada          | Remporté | Meilleure série TV Drama                                      | Good Doctor                          |
| 2014  | Korea Broadcasting Awards                  | Drapeau de la Corée du Sud | Remporté | Meilleur drama                                                | Good Doctor                          |
| 2014  | Seoul International Drama Awards           | Drapeau de la Corée du Sud | Proposé  | Choix de l'acteur du public                                   | Joo Won                              |
| 2014  | Seoul International Drama Awards           | Drapeau de la Corée du Sud | Proposé  | Choix de l'actrice du public                                  | Moon Chae-won                        |
| 2014  | Seoul International Drama Awards           | Drapeau de la Corée du Sud | Proposé  | Meilleur OST d'un drama coréen                                | 2BiC (pour I'm Loving You)           |
| 2014  | Seoul International Drama Awards           | Drapeau de la Corée du Sud | Proposé  | Meilleur OST d'un drama coréen                                | Baek Ji-young (pour I'm Just Crying) |
| 2014  | Seoul International Drama Awards           | Drapeau de la Corée du Sud | Proposé  | Meilleur acteur coréen                                        | Joo Won                              |
| 2014  | Seoul International Drama Awards           | Drapeau de la Corée du Sud | Proposé  | Meilleure actrice coréenne                                    | Moon Chae-won                        |
| 2014  | Seoul International Drama Awards           | Drapeau de la Corée du Sud | Proposé  | Meilleur drama coréen                                         | Good Doctor                          |
| 2014  | Seoul International Drama Awards           | Drapeau de la Corée du Sud | Remporté | L'Oiseau d'argent pour les meilleures mini-séries (finaliste) | Good Doctor                          |

### Sources
- (en) Cet article est partiellement ou en totalité issu de l’article de Wikipédia en anglais intitulé « Good Doctor (TV series) » (voir la liste des auteurs).

- (ko) Cet article est partiellement ou en totalité issu de l’article de Wikipédia en coréen intitulé « 굿 닥터 (드라마) » (voir la liste des auteurs).